# Edward Tsang Lu
Edward Tsang Lu (chinois simplifié : 卢杰 ; chinois traditionnel : 盧傑 ; pinyin : Lú Jié), né le 1er juillet 1963, est un physicien et un astronaute américain, un vétéran de deux missions sur la navette spatiale et un séjour prolongé à bord de la station spatiale internationale.

## Biographie
Lu est diplômé en électrotechnique à l'université Cornell et possède un doctorat de physique appliquée à l'université Stanford en 1989. Lu est un spécialiste en physique solaire et a effectué des travaux post-doctoraux à l'Institut pour l'astronomie (IfA) d'Honolulu à Hawaï, avant d'être choisi pour le corps d'astronautes de la NASA en 1994.

## Vols réalisés
Lu a volé sur les missions suivantes :
- Atlantis STS-84 en 1997 ;
- Atlantis STS-106 de la navette spatiale en 2000, il a effectué une sortie extravéhiculaire de six heures pour réaliser des travaux de construction sur la station spatiale internationale ;
- Lu a passé six mois dans l'espace en 2003 en tant que membre de l'expédition 7 sur l'ISS, avec le cosmonaute Youri Malenchenko.